# Rolex Shanghai Masters 2019
Rolex Shanghai Masters 2019 byl tenisový turnaj pořádaný jako součást mužského okruhu ATP Tour, který se odehrával v komplexu stadionu Čchi-čung v Min-changu. Probíhal mezi 6. až 13. říjnem 2019 v Šanghaji jako jedenáctý ročník turnaje na otevřených dvorcích s tvrdým povrchem DecoTurf.
Turnaj se po grandslamu a Turnaji mistrů řadil do třetí nejvyšší kategorie okruhu ATP Tour Masters 1000 a představoval předposlední soutěž této devítidílné série. Dotace činila 8 322 885 amerických dolarů.
Nejvýše nasazeným hráčem ve dvouhře se stal první tenista světa a obhájce trofeje Novak Djoković ze Srbska. Jako poslední přímý účastník do hlavní singlové soutěže nastoupil 53. hráč žebříčku Uruguayec Pablo Cuevas.
Sedmý singlový titul na okruhu ATP Tour a druhý v sérii Masters vybojoval Rus Daniil Medveděv, který odehrál šesté finále v řadě a z posledních dvaceti tří zápasů měl bilanci 22–1. Premiérovou společnou trofej ze čtyřhry získal chorvatsko-brazilský pár Mate Pavić a Bruno Soares.

## Distribuce bodů a finančních odměn

### Distribuce bodů
| Soutěž  | vítězové | finalisté | semifinalisté | čtvrtfinalisté | 16 v kole | 32 v kole | 64 v kole | Q  | Q2 | Q1 |
| ------- | -------- | --------- | ------------- | -------------- | --------- | --------- | --------- | -- | -- | -- |
| dvouhra | 1000     | 600       | 360           | 180            | 90        | 45        | 10        | 25 | 16 | 0  |
| čtyřhra | 1000     | 600       | 360           | 180            | 90        | 0         | —         | —  | —  | —  |

### Finanční odměny
| Soutěž                                         | vítězové    | finalisté | semifinalisté | čtvrtfinalisté | 16 v kole | 32 v kole | 64 v kole | Q2       | Q1      |
| ---------------------------------------------- | ----------- | --------- | ------------- | -------------- | --------- | --------- | --------- | -------- | ------- |
| dvouhra                                        | 1 374 995 $ | 696 000 $ | 357 000 $     | 184 000 $      | 92 175 $  | 48 275 $  | 27 205 $  | 10 405 $ | 5 205 $ |
| čtyřhra                                        | 408 840 $   | 199 520 $ | 100 000 $     | 50 950 $       | 26 870 $  | 14 390 $  | —         | —        | —       |
| v deblových soutěžích je částka uváděna na pár |             |           |               |                |           |           |           |          |         |

## Dvouhra mužů

### Nasazení
| Stát                         | Hráč                  | ATP | Nasazení |
| ---------------------------- | --------------------- | --- | -------- |
| Srbsko                       | Novak Djoković        | 1.  | 1.       |
| Švýcarsko                    | Roger Federer         | 3.  | 2.       |
| Rusko                        | Daniil Medveděv       | 4.  | 3.       |
| Rakousko                     | Dominic Thiem         | 5.  | 4.       |
| Německo                      | Alexander Zverev      | 6.  | 5.       |
| Řecko                        | Stefanos Tsitsipas    | 7.  | 6.       |
| Rusko                        | Karen Chačanov        | 9.  | 7.       |
| Španělsko                    | Roberto Bautista Agut | 10. | 8.       |
| Francie                      | Gaël Monfils          | 11. | 9.       |
| Itálie                       | Fabio Fognini         | 12. | 10.      |
| Itálie                       | Matteo Berrettini     | 13. | 11.      |
| Chorvatsko                   | Borna Ćorić           | 15. | 12.      |
| Belgie                       | David Goffin          | 14. | 13.      |
| Argentina                    | Diego Schwartzman     | 16. | 14.      |
| Gruzie                       | Nikoloz Basilašvili   | 26. | 15.      |
| USA                          | John Isner            | 17. | 16.      |
| Žebříček ATP k 30. září 2019 |                       |     |          |

### Jiné formy účasti
Následující hráčí obdrželi divokou kartu do hlavní soutěže:
- Li Če
- Andy Murray
- Čang Ce
- Čang Č’-čen

Následující hráč obdržel zvláštní výjimku:
- John Millman

Následující hráči postoupili z kvalifikace:
- Alexandr Bublik
- Pablo Carreño Busta
- Marco Cecchinato
- Jérémy Chardy
- Juan Ignacio Londero
- Cameron Norrie
- Vasek Pospisil

### Odhlášení
před zahájením turnaje
- Kevin Anderson → nahradil jej  Frances Tiafoe
- Juan Martín del Potro → nahradil jej  Lorenzo Sonego
- Laslo Djere → nahradil jej  Filip Krajinović
- Nick Kyrgios → nahradil jej  Albert Ramos-Viñolas
- Rafael Nadal → nahradil jej  Pablo Cuevas
- Kei Nišikori → nahradil jej  Sam Querrey
- Milos Raonic → nahradil jej  Michail Kukuškin
- Stan Wawrinka → nahradil jej  Miomir Kecmanović

### Skrečování
- Michail Kukuškin
- Alexandr Bublik

## Mužská čtyřhra

### Nasazení
| Stát                                                                    | Hráč                 | Stát        | Hráč                   | ATP | Nasazení |
| ----------------------------------------------------------------------- | -------------------- | ----------- | ---------------------- | --- | -------- |
| Kolumbie                                                                | Juan Sebastián Cabal | Kolumbie    | Robert Farah           | 2.  | 1.       |
| Polsko                                                                  | Łukasz Kubot         | Brazílie    | Marcelo Melo           | 9.  | 2.       |
| Španělsko                                                               | Marcel Granollers    | Argentina   | Horacio Zeballos       | 12. | 3.       |
| Jižní Afrika                                                            | Raven Klaasen        | Nový Zéland | Michael Venus          | 18. | 4.       |
| Německo                                                                 | Kevin Krawietz       | Německo     | Andreas Mies           | 26. | 5.       |
| Francie                                                                 | Nicolas Mahut        | Francie     | Édouard Roger-Vasselin | 35. | 6.       |
| Nizozemsko                                                              | Jean-Julien Rojer    | Rumunsko    | Horia Tecău            | 39. | 7.       |
| Chorvatsko                                                              | Mate Pavić           | Brazílie    | Bruno Soares           | 39. | 8.       |
| Žebříček ATP k 30. září 2019; číslo je součtem umístění obou členů páru |                      |             |                        |     |          |

### Jiné formy účasti
Následující páry obdržely divokou kartu do hlavní soutěže:
- Borna Ćorić /  Chua Žun-chao
- Kao Sin /  Li Če
- Kung Mao-sin /  Čang Ce

## Přehled finále

### Mužská dvouhra
- Daniil Medveděv vs.  Alexander Zverev, 6–4, 6–1

### Mužská čtyřhra
- Mate Pavić /  Bruno Soares vs.  Łukasz Kubot /  Marcelo Melo, 6–4, 6–2